# Доказательство иррациональности e
Число e открыл Якоб Бернулли в 1683 году. Более чем полвека спустя Эйлер, который был учеником младшего брата Якоба Иоганна, доказал, что е иррационально, то есть не может быть выражено в виде отношения двух целых чисел.

## Доказательство Эйлера
Эйлер впервые доказал иррациональность е в 1737 году, само доказательство было опубликовано семь лет спустя. Он нашел представление е в виде цепной дроби
{\displaystyle e=[2;1,2,1,1,4,1,1,6,1,1,8,1,1,\ldots ,2n,1,1,\ldots ].}
Поскольку эта цепная дробь бесконечна, а цепная дробь рациональных чисел конечна, то e иррационально. Были найдены краткие доказательства равенства выше. Поскольку цепная дробь e не периодическая, это доказывает, что e не может быть корнем квадратичного многочлена с рациональными коэффициентами, откуда следует, что e2 также иррационально.

## Доказательство Фурье
Самым известным доказательством является доказательство Фурье, которое построено от противного и основано на представлении e бесконечным рядом
{\displaystyle e=\sum _{n=0}^{\infty }{\frac {1}{n!}}\cdot }
Предположим, что e — рациональное число вида a/b, где a — целое, а b — натуральное. Число b не может быть равно 1, поскольку e не целое. Из бесконечного ряда выше можно показать, что e находится строго между 2 и 3:
{\displaystyle 2=1+{\tfrac {1}{1!}}<e=1+{\tfrac {1}{1!}}+{\tfrac {1}{2!}}+{\tfrac {1}{3!}}+\cdots <1+\left(1+{\tfrac {1}{2}}+{\tfrac {1}{2^{2}}}+{\tfrac {1}{2^{3}}}+\cdots \right)=3.}
Определим число
{\displaystyle x=b!\left(e-\sum _{n=0}^{b}{\frac {1}{n!}}\right).}
Покажем, что x является целым числом. Для этого подставим e =a/b в это равенство
{\displaystyle x=b!\left({\frac {a}{b}}-\sum _{n=0}^{b}{\frac {1}{n!}}\right)=a(b-1)!-\sum _{n=0}^{b}{\frac {b!}{n!}}.}
Первое слагаемое является целым числом, и каждая дробь в сумме также целое число, поскольку n ≤ b для каждого числа под знаком суммы. Следовательно, x — целое число.
Теперь докажем, что 0 < x < 1. Чтобы доказать, что x > 0, подставим представление e в виде ряда в определение x
{\displaystyle x=b!\left(\sum _{n=0}^{\infty }{\frac {1}{n!}}-\sum _{n=0}^{b}{\frac {1}{n!}}\right)=\sum _{n=b+1}^{\infty }{\frac {b!}{n!}}>0,}
так как все слагаемые в сумме строго положительные.
Теперь докажем, что x < 1. Для всех членов с n ≥ b + 1 справедлива оценка сверху
{\displaystyle {\frac {b!}{n!}}={\frac {1}{(b+1)(b+2)\cdots (b+(n-b))}}\leq {\frac {1}{(b+1)^{n-b}}}.}
Это неравенство строгое для любого n ≥ b + 2. Изменив индекс суммирования на k = n – b и используя формулу для бесконечного геометрического ряда, получим
{\displaystyle x=\sum _{n=b+1}^{\infty }{\frac {b!}{n!}}<\sum _{n=b+1}^{\infty }{\frac {1}{(b+1)^{n-b}}}=\sum _{k=1}^{\infty }{\frac {1}{(b+1)^{k}}}={\frac {1}{b+1}}\left({\frac {1}{1-{\frac {1}{b+1}}}}\right)={\frac {1}{b}}<1.}
Поскольку не существует целого числа x строго между 0 и 1, мы пришли к противоречию, следовательно e должно быть иррациональным. Q. E. D.

## Другие доказательства
Из доказательство Фурье можно получить другое доказательство, заметив, что
{\displaystyle (b+1)x=1+{\frac {1}{b+2}}+{\frac {1}{(b+2)(b+3)}}+\cdots <1+{\frac {1}{b+1}}+{\frac {1}{(b+1)(b+2)}}+\cdots =1+x,}
что равносильно утверждению, что bx < 1. Конечно, это невозможно, поскольку b и x — натуральные числа.
Еще одно доказательство можно получить из равенства
{\displaystyle {\frac {1}{e}}=e^{-1}=\sum _{n=0}^{\infty }{\frac {(-1)^{n}}{n!}}\cdot }
Определим {\displaystyle s_{n}} как:
{\displaystyle s_{n}=\sum _{k=0}^{n}{\frac {(-1)^{k}}{k!}}.}
Тогда
{\displaystyle e^{-1}-s_{2n-1}=\sum _{k=0}^{\infty }{\frac {(-1)^{k}}{k!}}-\sum _{k=0}^{2n-1}{\frac {(-1)^{k}}{k!}}<{\frac {1}{(2n)!}},}
откуда следует
{\displaystyle 0<(2n-1)!\left(e^{-1}-s_{2n-1}\right)<{\frac {1}{2n}}\leq {\frac {1}{2}}}
для любого целого {\displaystyle n\geq 2.}
Заметим, что {\displaystyle (2n-1)!s_{2n-1}} всегда целое число. Предположим, что {\displaystyle e^{-1}} рациональное вида {\displaystyle e^{-1}={\tfrac {p}{q}}}, где {\displaystyle p,q} взаимно простые числа и {\displaystyle q\neq 0.} Можно так подобрать {\displaystyle n}, что {\displaystyle (2n-1)!e^{-1}} будет целым числом, например, взяв {\displaystyle n\geq {\tfrac {q+1}{2}}.} Для такого {\displaystyle n} разность между {\displaystyle (2n-1)!e^{-1}} и {\displaystyle (2n-1)!s_{2n-1}} будет целым числом. Но ввиду неравенства выше это целое число должно быть менее 1/2, что невозможно. Получено противоречие, следовательно {\displaystyle e^{-1}} иррационально, а значит {\displaystyle e} иррационально тоже.

## Обобщения
В 1840 году Лиувилль опубликовал доказательство иррациональности e2, следовавшее из доказательства того, что e2 не может быть корнем многочлена второй степени с рациональными коэффициентами. Отсюда следует, что e4 также иррационально. Доказательство Лиувилля аналогично доказательству Фурье. В 1891 году Гурвиц, используя схожие идеи, нашел, что е не может быть корнем многочлена третьей степени с рациональными коэффициентами, и, в частности, что e3 иррационально.
Более общо, eq иррационально для любого ненулевого рационального q.